# Anna Caterina Antonacci
Anna Caterina Antonacci (Ferrara, 5 aprile 1961) è un mezzosoprano e soprano italiano.

## Biografia
Ferrarese, studia canto a Bologna e nel 1981 entra nel coro del Teatro Comunale di Bologna. Debutta come solista nel 1984 a Pistoia, come contessa di Ceprano nel Rigoletto, accanto a Piero Cappuccilli e Mariella Devia, e cimentandosi in seguito nel repertorio misto, sopranile o mezzosopranile, tipico del soprano Falcon. Dotata di una voce scura e flessibile, si è dedicata molto al teatro musicale di Rossini e a quello barocco e settecentesco, senza comunque trascurare il repertorio più moderno. Nel 2003 ha creato il personaggio di Victoria Bearing nella prima esecuzione assoluta di Vita di Marco Tutino per il Teatro alla Scala di Milano, e nel 2015 quello di Cesira ne La ciociara dello stesso autore all'Opera di San Francisco.
Si è stabilita a Parigi e ha un figlio di nome Gillo, nata dal matrimonio con il giocatore di pallanuoto Luca Giustolisi, di cui è rimasta vedova nel 2023.

## Riconoscimenti
- Nel 2009, è stata insignita, in Francia, dell'Ordre de la Légion d'honneur.[2]

## Repertorio
| Ruolo                       | Titolo                           | Autore       |
| --------------------------- | -------------------------------- | ------------ |
| Romeo                       | I Capuleti e i Montecchi         | Bellini      |
| Adalgisa                    | Norma                            | Bellini      |
| Cassandre                   | Les Troyens                      | Berlioz      |
| Marguerite                  | La damnation de Faust            | Berlioz      |
| Carmen                      | Carmen                           | Bizet        |
| Elizabeth I                 | Gloriana                         | Britten      |
| Médée                       | Médée                            | Charpentier  |
| Medea                       | Medea                            | Cherubini    |
| Orazia                      | Gli Orazi e i Curiazi            | Cimarosa     |
| Elisabetta I                | Maria Stuarda                    | Donizetti    |
| Pénélope                    | Pénélope                         | Fauré        |
| Alceste                     | Alceste                          | Gluck        |
| Armide                      | Armide                           | Gluck        |
| Iphigénie                   | Iphigenie en Tauride             | Gluck        |
| Rachel                      | La Juive                         | Halévy       |
| Agrippina                   | Agrippina                        | Händel       |
| Rodelinda                   | Rodelinda                        | Handel       |
| Serse                       | Serse                            | Handel       |
| Susanna                     | Sancta Susanna                   | Hindemith    |
| Polissena                   | Ecuba                            | Manfroce     |
| Anna                        | Hans Heiling                     | Marschner    |
| Chimène                     | Le Cid                           | Massenet     |
| Charlotte                   | Werther                          | Massenet     |
| Dulcinea                    | Don Quichotte                    | Massenet     |
| Clotilde                    | La rosa bianca e la rosa rossa   | Mayr         |
| Amore Pallade Poppea Nerone | L'incoronazione di Poppea        | Monteverdi   |
| Elettra                     | Idomeneo Re di Creta             | Mozart       |
| Marcellina                  | Le nozze di Figaro               | Mozart       |
| Donna Elvira                | Don Giovanni                     | Mozart       |
| Dorabella Fiordiligi        | Così fan tutte                   | Mozart       |
| Vitellia                    | La clemenza di Tito              | Mozart       |
| Briseide                    | Achille                          | Paër         |
| Elfrida                     | Elfrida                          | Paisiello    |
| Nina                        | Nina, o sia La pazza per amore   | Paisiello    |
| Madame De Croissy           | Dialogues des Carmélites         | Poulenc      |
| Elle                        | La voix humaine                  | Poulenc      |
| Kate Pinkerton              | Madama Butterfly                 | Puccini      |
| Un'innamorata               | Il tabarro                       | Puccini      |
| Dido First witch Sailor     | Dido and Æneas                   | Purcell      |
| Brunhilde                   | Sigurd                           | Reyer        |
| Donna Fulvia                | La pietra del paragone           | Rossini      |
| Elisabetta                  | Elisabetta, regina d'Inghilterra | Rossini      |
| Dorliska                    | Torvaldo e Dorliska              | Rossini      |
| Rosina                      | Il barbiere di Siviglia          | Rossini      |
| Desdemona                   | Otello                           | Rossini      |
| Angelina                    | La Cenerentola                   | Rossini      |
| Ninetta                     | La gazza ladra                   | Rossini      |
| Elcìa                       | Mosè in Egitto                   | Rossini      |
| Ermione                     | Ermione                          | Rossini      |
| Elena                       | La donna del lago                | Rossini      |
| Zelmira                     | Zelmira                          | Rossini      |
| Semiramide                  | Semiramide                       | Rossini      |
| Madama Cortese              | Il viaggio a Reims               | Rossini      |
| Anais                       | Moïse et Pharaon                 | Rossini      |
| Victoria Bearing            | Vita                             | Tutino       |
| Cesira                      | La ciociara                      | Tutino       |
| Marchesa del Poggio         | Un giorno di regno               | Verdi        |
| Dama di Lady Macbeth        | Macbeth                          | Verdi        |
| Contessa di Ceprano         | Rigoletto                        | Verdi        |
| Flora                       | La traviata                      | Verdi        |
| Mrs Alice Ford Mrs Meg Page | Falstaff                         | Verdi        |
| Susanna                     | Il segreto di Susanna            | Wolf-Ferrari |

## Discografia parziale
- Berlioz: Symphonie fantastique - Cléopâtre - Yannick Nezet-Seguin/Rotterdam Philharmonic Orchestra/Anna Caterina Antonacci, 2011 BIS
- Manfroce: Ecuba - Gladys De Bellida/Dino Di Domenico/Silvia Piccollo/Francesco Piccoli/Ezio Pirovano/Coro Francesco Cilea di Reggio Calabria/Orchestra Filarmonica Italiana/Massimo de Bernart, 2014 Bongiovanni
- Monteverdi: Lamenti Barocchi, Vol. 3 - Alessandro Carmignani/Anna Caterina Antonacci/Furio Zanasi/Marinella Pennicchi/Patrizia Vaccari/San Petronio Cappella Musicale Soloists/Sergio Vartolo, 1996 Naxos
- Monteverdi: L'incoronazione di Poppea - Anna Caterina Antonacci/Kurt Moll/Ivor Bolton/Bayerisches Staatsorchester, 1998 FARAO
- Verdi: Un giorno di regno - Alessandra Marianelli/Guido Loconsolo/Anna Caterina Antonacci/Andrea Porta/Orchestra del Teatro Regio di Parma/Donato Renzetti, 2013 C Major
- Antonacci, Era la Notte - Anna Caterina Antonacci/Modo Antiquo, 2006 naïve
- Antonacci, L'alba separa dalla luce l'ombra - Anna Caterina Antonacci/Donald Sulzen, 2012 The Wigmore Hall Trust

## DVD & BLU-RAY parziale
| Anno | Titolo Ruolo                           | Cast                                                       | Direttore           | Etichetta           |
| ---- | -------------------------------------- | ---------------------------------------------------------- | ------------------- | ------------------- |
| 1985 | Madama Butterfly Kate Pinkerton        | Yasuko Hayashi, Peter Dvorský, Giorgio Zancanaro           | Lorin Maazel        | Arthaus             |
| 1986 | I vespri siciliani Ninetta             | Veriano Luchetti, Leo Nucci, Susan Dunn                    | Riccardo Chailly    | Warner Classics     |
| 1987 | Macbeth Dama di Lady Macbeth           | Leo Nucci, Shirley Verrett, Samuel Ramey                   | Riccardo Chailly    | Deutsche Grammophon |
| 1990 | Gli Orazi e i Curiazi Orazia           | Helena Vieira, Carlos Guilherme, Antonio Silva             | Alan Curtis         | House of Opera      |
| 1995 | Ermione                                | Bruce Ford, Diana Montague, Paul Austin Kelly              | Andrew Davis        | NCV Arts            |
| 1997 | Rodelinda                              | Andreas Scholl, Kurt Streit, Umberto Chiummo               | William Christie    | NCV Arts            |
|      | Un giorno di regno Marchesa del Poggio | Paolo Coni, Cecilia Gasdia, Bruno Praticò                  | Maurizio Benini     | Hardy Classics      |
| 1999 | Don Giovanni Donna Elvira              | Carlos Álvarez, Adrianne Pieczonka, Ildebrando D'Arcangelo | Riccardo Muti       | TDK                 |
| 2001 | Falstaff Mrs Meg Page                  | Ambrogio Maestri, Barbara Frittoli, Juan Diego Flórez      | Riccardo Muti       | TDK                 |
| 2003 | Les Troyens Cassandre                  | Gregory Kunde, Susan Graham, Ludovic Tézier                | John Eliot Gardiner | Opus Arte           |
| 2004 | Hans Heiling Anna                      | Markus Werba, Gabriele Fontana, Cornelia Wulkopf           | Renato Palumbo      | Dynamic             |
| 2007 | Carmen                                 | Jonas Kaufmann, Norah Ansellem, Ildebrando D'Arcangelo     | Antonio Pappano     | Decca Records       |
| 2008 | Medea                                  | Giuseppe Filianoti, Giovanni Battista Parodi, Cinzia Forte | Evelino Pidò        | Hardy Classics      |
|      | Maria Stuarda Elisabetta I             | Mariella Devia, Francesco Meli, Simone Alberghini          | Antonino Fogliani   | Arthaus             |
| 2010 | Un giorno di regno Marchesa del Poggio | Guido Lo Consolo, Alessandra Marianelli, Paolo Bordogna    | Donato Renzetti     | Unitel Classics     |
| 2012 | Les Troyens Cassandre                  | Bryan Hymel, Eva-Maria Westbroek, Fabio Capitanucci        | Antonio Pappano     | Opus Arte           |